# 트레셔
〈트레셔〉(Thrasher)는 미국의 월간지로, 주로 스케이트보딩을 다룬다. 1981년 1월 케빈 대처, 에릭 스웬슨, 포스토 비텔로가 창간하였으며, 샌프란시스코의 하이 스피드 프로덕션스가 발행한다.